# Barbara (metrostation)

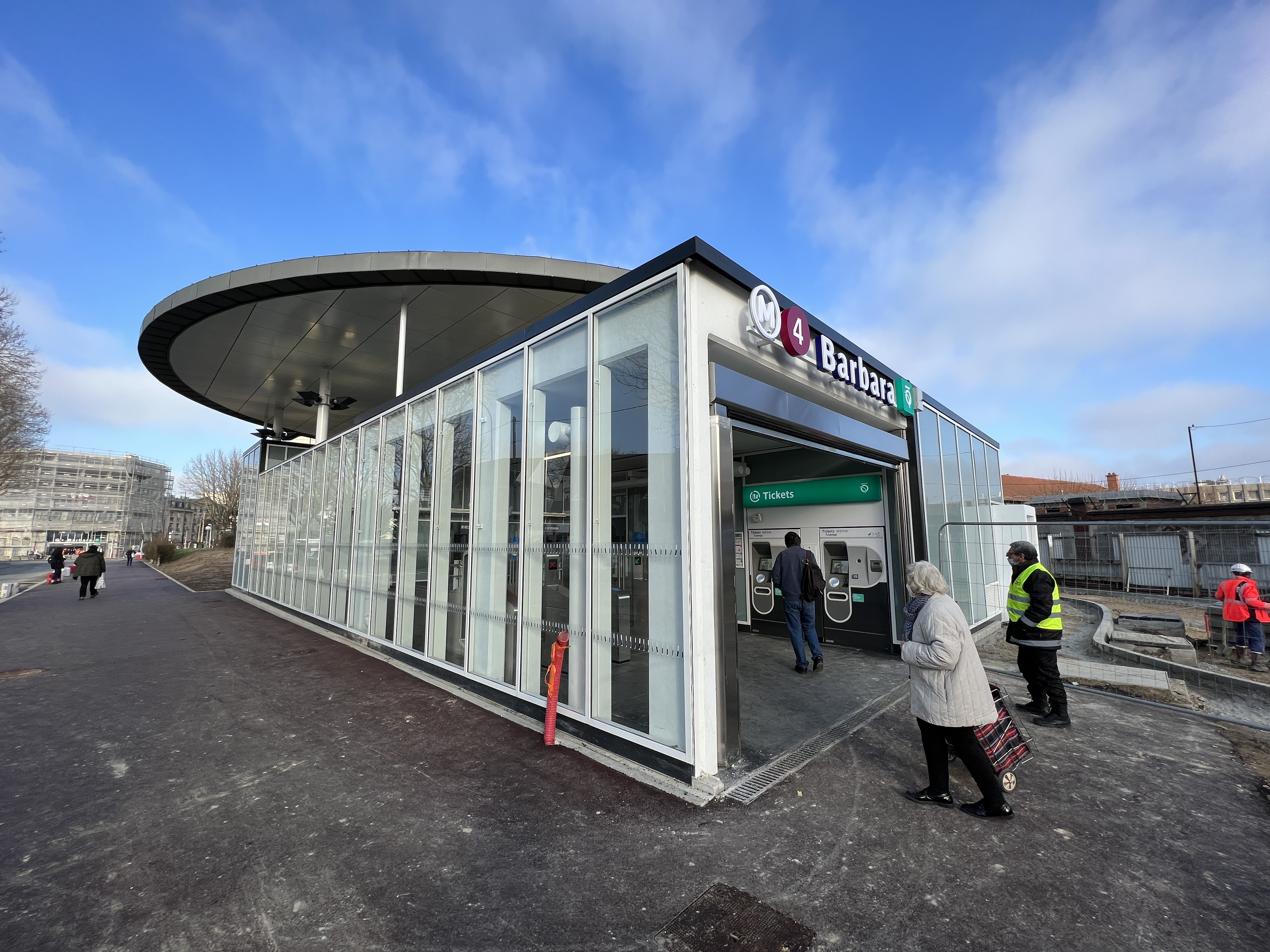
Toegang tot het metrostation Barbara aan de Avenue Stalingrad (Bagneux)

Barbare is een metrostation op de grens van Montrouge en Bagneux, twee zuidelijke voorsteden van de Franse hoofdstad Parijs. Het station wordt sinds de ingebruikname op 13 januari 2022 bediend door lijn 4 van de metro van Parijs en werd gelijk ingehuldigd met het station Bagneux - Lucie Aubrac, de nieuwe zuidelijke terminus van de lijn.
Het perron bevindt zich op een diepte van 25 meter ondergronds. Het station heeft een wandbekleding van golfplaten van opengewerkt wit metaal en gewelfd plafond.
Met de naamgeving wordt de Franse zangeres Barbara geëerd, begraven op de Cimetière parisien de Bagneux, toegankelijk vanaf de zuidelijke toegang van het metrostation.
Porte de Clignancourt · 
Simplon · 
Marcadet - Poissonniers · 
Château Rouge · 
Barbès - Rochechouart · 
Gare du Nord · 
Gare de l'Est · 
Château d'Eau · 
Strasbourg - Saint-Denis · 
Réaumur - Sébastopol · 
Étienne Marcel · 
Les Halles · 
Châtelet · 
Cité · 
Saint-Michel · 
Odéon · 
Saint-Germain-des-Prés · 
Saint-Sulpice · 
Saint-Placide · 
Montparnasse - Bienvenüe · 
Vavin · 
Raspail · 
Denfert-Rochereau · 
Mouton-Duvernet · 
Alésia · 
Porte d'Orléans ·
Mairie de Montrouge ·
Barbara ·
Bagneux - Lucie Aubrac